# زهرة السوق (فلم)
زهرة السوق فيلم مصري من إنتاج عام 1947.

## قصة الفيلم
إلى ماذا يؤدي الانتقام؟. بينما يحاول خورشيد طلب يد بهيجة بنت الباشا عرفي الذي يرفض فكرة زواجهما للفارق الاجتماعي والمادي بينهما يتمكن خورشيد من إيقاع الباشا في أزمة مالية تؤدي إلى إصابته بأزمة قلبية شديدة يتوفى على إثرها، وإذا بالقدر يضع نهاية حتمية بقتل خورشيد في ظروف غامضة فتتهم بقتله بهيجة، فترى هل رفعت بهيجة راية الانتقام؟

## بطولة
- بهيجة حافظ
- صلاح منصور
- كمال حسين
- محمد توفيق
- ثريا فخري
- علوية جميل
- عبد العزيز خليل
- أحمد منصور

## روابط خارجية
- مقالات تستعمل روابط فنية بلا صلة مع ويكي بيانات